# Iliesa Keresoni
Pas d'image ? Cliquez ici

a Compétitions nationales et continentales officielles uniquement.

b Matchs officiels uniquement.
Dernière mise à jour le 2 août 2018.
Iliesa Lomani Rakuka Keresoni, né le 27 janvier 1987 à Nausori (Fidji), est un joueur international fidjien de rugby à XV évoluant aux postes d'ailier, d'arrière ou de centre.

## Carrière de joueur

### En club
- 2010-2012 : CA Périgueux (Fédérale 1 puis Pro D2)

### En équipe nationale
Il fait son premier match international avec l'équipe des Fidji le 5 juillet 2008 contre l'Équipe des Tonga.

## Palmarès

### En club
- Finaliste de Fédérale 1 : 2011

### En équipe nationale
- 11 sélections
- 5 points (1 essai)
- sélections par année : 1 en 2008, 2 en 2009, 2 en 2010, 6 en 2011
- Participation en Coupe du monde:
  - 2011 : 2 sélections (Namibie, Pays de Galles)